# Haroun (Fadhiweyn)
Pour les articles homonymes, voir Haroun.
Haroun, également appelé Fadhiweyn, et translittéré nativement Xarunta en somali, était un gouvernement et le quartier général des derviches, dirigés par Faarax Sugulle. Le monarque Darawiish était Diiriye Guure, basé à Taleex. Selon Claude Edward Marjoribanks Dansey, le responsable politique du protectorat britannique de la côte somalienne était composé de 400 individus.
Selon Charles Egerton, le Field marshal des opérations militaires de l'empire britannique contre Diiriye Guure, son émir et leurs Darawiish, le Haroun représentait un gouvernement et son existence s'avéra cruciale pour l'armée derviche, et une épine dans les ambitions impériales britanniques.